# Калейдоскоп-71: Шкаф
«Калейдоскоп-71: Шкаф» — советский короткометражный мультипликационный фильм для взрослых, поставленный режиссёром Андреем Хржановским в 1971 году. Часть альманаха «Калейдоскоп-71».

## Сюжет
Притча о человеке, который настолько боялся жизни, что добровольно заключил себя в огромный шкаф.

## Отзывы
Сергей Асенин в книге «Мир мультфильма» отмечал в работах Андрея Хржановского «принцип точно характеризуемого пространства», который проявился «даже в микрофильме „Шкаф“ (1971), с его максимально лаконичным, замкнутым, лишенным воздуха интерьером». Киновед также отметил работу сценариста Розы Хуснутдиновой, «зарекомендовавшей себя как оригинальный мастер метафорически ярких миниатюр в фильмах Андрея Хржановского „Бабочка“ и „Шкаф“».

## Издание на видео
В 2002 году мультфильм был выпущен на VHS и компакт-дисках Video CD в коллекции «Мастера Русской анимации» с английскими субтитрами, далее — на DVD: «Masters of Russian Animation Volume 2».